# Orden und Ehrenzeichen von Barbados
Orden und Ehrenzeichen von Barbados (Barbados National Honours and Decorations System) ist die Abstufung der Verdienstauszeichnungen des karibischen Inselstaates Barbados. Das System gleicht dem des Vereinigten Königreichs. Entsprechend besteht es aus drei Typen von Auszeichnungen: honours (Ehrungen), decorations (Dekorierungen) und medals (Medaillen). Ernennungen werden vom Präsident von Barbados jährlich zum Independence Day (Unabhängigkeitstag) bekannt gegeben.
Vor dem Übergang zum Parlamentarischen System wurden in Barbados die entsprechenden Ehrungen des Britischen Systems verliehen. Mit der Gründung der Republic of Barbados und der Ersetzung der Ämter von Queen of Barbados und des Generalgouverneurs durch die Position des Präsidenten von Barbados  wurde ein neues System geschaffen.
Auch die Ernennungen zu Knights und Dames of St. Andrew wurden aufgegeben.

## Einteilungen

### Orders of Merit (Verdienstorden)
- Order of National Heroes[2]
- Im Rahmen des Order of Barbados:[3]
  - Order of Freedom of Barbados[4]
  - Order of the Republic

### Decorations und Awards
- Als Teil des Order of Barbados:[3]
  - Gold Award of Achievement[5]
  - Trident of Excellence
  - Barbados Service Award
  - Barbados Services Medal of Honour
  - Barbados Humanitarian Service Award
  - Award of Pride of Barbados[6]
  - Prime Minister’s Award for Leadership
- Barbados Bravery Decorations:
  - Barbados Star of Gallantry
  - Barbados Bravery Medal

### Weitere Ehrungen
- Barbados Jubilee Honour[7]
- Barbados Centennial Honour[8]

## Ehemalige Auszeichnungen
- Im Rahmen des Order of Barbados:
  - Knight oder Dame of St Andrew
  - Companion of Honour of Barbados
  - Crown of Merit

## Anrede
Knights und Dames of St Andrew im früheren Order of Barbados des Kingdom of Barbados führen die Bezeichnungen „Sir“ oder „Dame“ vor ihren Namen und nutzen die Post-Nominal-Zusätze „KA“ (Sir John Smith, KA, oder Dame Jane Smith, DA).
Mitglieder des Order of National Heroes werden als „National Hero“ bezeichn und werden mit „The Right Excellent“ angesprochen. 
Träger des Order of Freedom of Barbados führen den Titel „The Most Honourable“ und sie nutzen den Zusatz "FB".
Die Companions of Honour des früheren Order of Barbados of the Kingdom of Barbados sowie die Mitglieder des Order of the Republic werden als „The Honourable“ angesprochen mit den Post-Nominals „CHB“ oder „OR“.
Träger der anderen Ehrungen führen keine besondere Anrede, aber füren Post-Nominals (z. Bsp. John Smith, BSS).